# Jánosi Péter (egyiptológus)
Jánosi Péter (Bécs, 1960.–) magyar származású osztrák egyiptológus.
Tanulmányait a Bécsi Egyetemen végezte, ahol történelmet, egyiptológiát és régészetet hallgatott. 1988-ban szerezte meg Ph.D. fokozatát, ugyanebben az évben a Bécsi Egyetem egyiptológiatanára lett. 1983-tól folyamatosan részt vesz az el-dabái ásatásokon. Az egyiptológián belül a piramisépítők korával foglalkozik, vagyis az Ó- és középbirodalom történetével. A királyi és a magánszféra műemlékeit kutatja az építészeten, a művészet ikonográfiáján keresztül.

## Tudományos munkássága
- 1981-1988: egyiptológiai, történelmi és őstörténeti tanulmányok a Bécsi Egyetemen
- 1986: tanulmányok a berlini egyiptológiai intézetben
- 1987: tanulmányok a heidelbergi egyiptológiai intézetben
- 1988: az egyiptológia tudományának Ph.D. fokozata a Bécsi Egyetemen
- 1988-1989: az Osztrák Tudományos Akadémia kutatási asszisztense
- 1989-2001: a Bécsi Egyetem egyiptológiai intézetének tudományos munkatársa
- 2001: habilitáció a Bécsi Egyetemen
- 2006-2007: J. Clawson Mills munkatársa a Metropolitan Museum of Art egyiptomi művészet részlegében, New Yorkban[2]

## Publikációi

### Monográfiák
1. Die Pyramiden, Jánosi, Peter. – München : Beck, 2010, Orig.-Ausg., 2., durchges. und aktualisierte Aufl.[3]
2. Le piramidi Jánosi, Peter. – Bologna : Mulino, 2006[4]
3. Die Gräberwelt der Pyramidenzeit, Jánosi, Peter. – Mainz : v. Zabern, 2006[5]
4. Giza in der 4. Dynastie, Jánosi, Peter. – Wien : Verl. der Österr. Akad. der Wiss. 2005[6]
5. Die Pyramiden, Jánosi, Peter. – München : Beck, 2004, Orig.-Ausg.[7]
6. Österreich vor den Pyramiden, Jánosi, Peter. – Wien : Verl. der Österr. Akad. der Wiss. 1997[8]
7. Die Pyramidenanlagen der Königinnen, Jánosi, Peter. – Wien : Verl. der Österr. Akad. der Wiss. 1996[9]

### Tanulmánykötetek cikkei
1. 2010, Some Remarks on Certain Sarcophagi of the 5th Dynasty in: Times, Signs and Pyramids, Prag (im Druck)
2. 2010, „He is the son of a woman of Ta-Sety . . .” – The Offering Table of the King’s Mother Nefret (MMA 22.1.21) in: Offerings to the Discerning Eye. An Egyptological Medley in Honor of Jack A. Josephson (hg. von Sue d’Auria), Culture and History of the Ancient Near East, Bd. 38, 201-201.
3. 2008, „... an intact burial-chamber belonging to a great lady of the Royal Family of the Fourth Dynasty“, oder: Wo waren Chephrens Töchter bestattet?, in: Zur Zierde gereicht... Festschrift Bettina Schmitz zum 60. Geburtstag am 24. Juli 2008 (hg. Von A. Spiekermann), Hildesheimer Ägyptologische Beiträge, Bd. 50, 131-139.
4. 2006, Grab oder Wohnanlage? – Die Mastaba „C” im Central Field in: Timelines. Studies in Honour of Manfred Bietak. Bd. I, Orientalia Lovaniensia Analecta Bd. 149/1, 157-162.
5. 2004, Vom abydenischen Grubengrab zum Pyramidenbezirk des Königs Djoser in: Die Pyramiden Ägyptens – Monumente der Ewigkeit (hg. von C. Hölzl), St.Pölten/Wien, 35-47.

- Die Pyramiden der Könige der 4. Dynastie, op. cit., 49-75.
- Die Pyramiden der Könige der 5. Dynastie, op. cit., 85-99.
- Die Sonnenheiligtümer, op. cit., 101-107.
- Die Pyramiden der Könige der 6. Dynastie, op. cit., 109-115.
- Der Pyramidenbau, op. cit., 145-155.[2]

### Cikkek, közlemények
1. 2010, King Mentuhotep-Nebtawire at el-Lisht-North? The Metropolitan Museum Journal, New York (im Druck).
2. 2008, Dikran Garabed Kelekian. ‘An Expert of Great Experience and Fine Instinct’ in: Egypt and Austria IV- The Danube Monarchy and the Orient. Proceedings of the Symposium „Egypt and Austria IV of the Symposium at Brno 24th – 26th September 2007”, Prag, 53-62.
3. 2007, Der Pyramidenkomplex Amenemhets I. in Lischt-Nord in: Sokar. Die Welt der Pyramiden, Heft Nr. 14, , 51-59.
4. 2006, Old Kingdom Tombs and Dating – Problems and Priorities: The Cemetery en Échelon at Giza in: The Old Kingdom Art and Archaeology Proceedings of the Conference, Prague, May 31 – June 4, 2004 (hg. von M. Bárta), Prag, 175-183.
5. 2005, Leopold Carl Müller’s Travels to Egypt with a Special Remark on his Eighth Trip, on which he was accompanied by his Sister, Maria (1883/84) in: Proceedings of the Symposium „Egypt and Austria I” Prag, 59-70.
6. 2003, Die Kultpyramiden des Alten und Mittleren Reiches in: Sokar. Die Welt der Pyramiden, Heft Nr. 7, 4-24.
7. 2002, Aspects of Mastaba Development: The Position of Shafts and the Identification of Tomb Owners in: Archiv Orientální 70, Prag, 337-350.
8. 2002, Bericht über die im Frühjahr 2001 erfolgten Sondagen im Dorf ‘Ezbet Helmi (Grabungsfläche H/I) in: Ägypten und Levante Bd. 12, 195-210.[10]